# ウィーン市電E1形電車
E1形は、かつてオーストリアの首都・ウィーンの路面電車であるウィーン市電に導入された車両。従来の車両を改良した形式で、330両以上の大量導入が実施され、50年以上もの長期に渡って使用された。廃車後は複数の車両が国内外の路面電車に譲渡され、一部は2023年現在も営業運転に用いられている。

## 概要
ドイツの鉄道車両メーカーであったデュワグ（現：シーメンス）が展開していた路面電車車両（デュワグカー）をオーストリアの各企業がライセンス生産した形式。先に導入されていたE形と同様の片運転台・片方向型の2車体連接車だが電気機器が異なり、後述のように付随車を連結する運用を組む事から出力150 kwの主電動機が用いられた他、一部車両は製造当初から速度に適正な段数を自動的に選択する半自動制御システム（GEAMATIC）を搭載しており、他の車両も1990年代に同様の機器を搭載した。

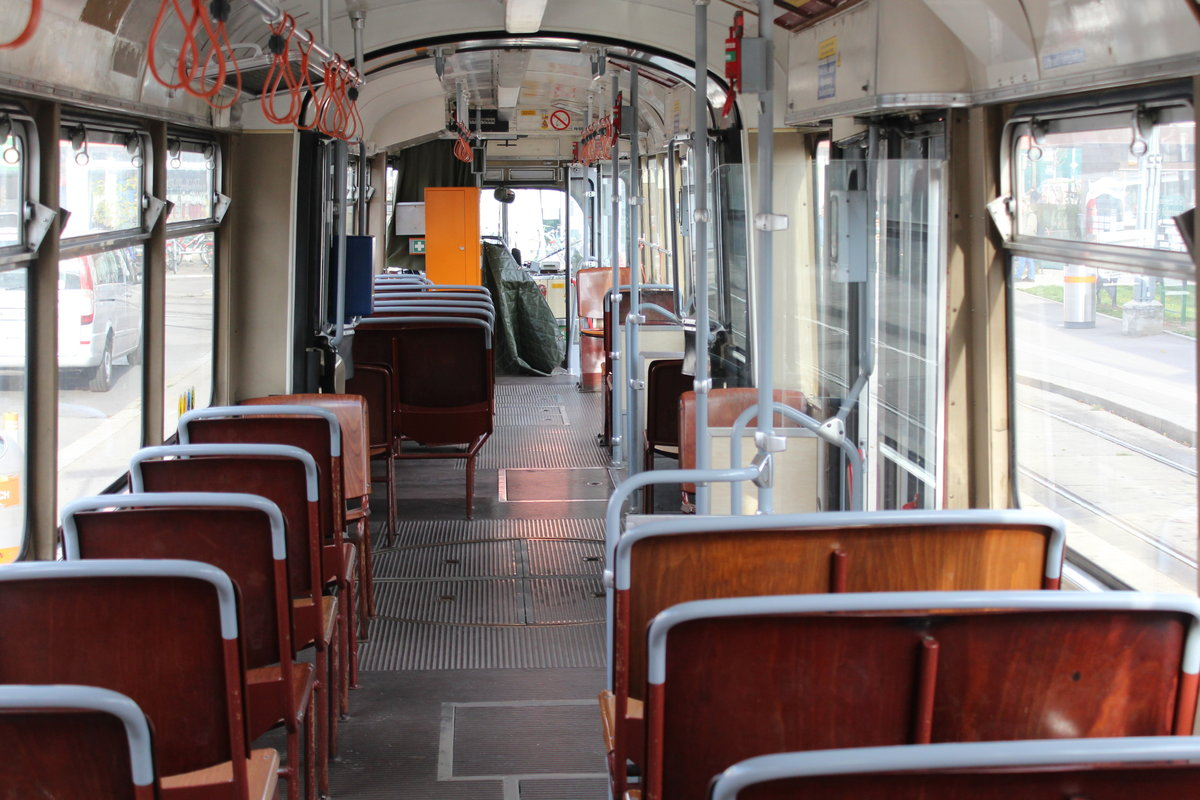
車内
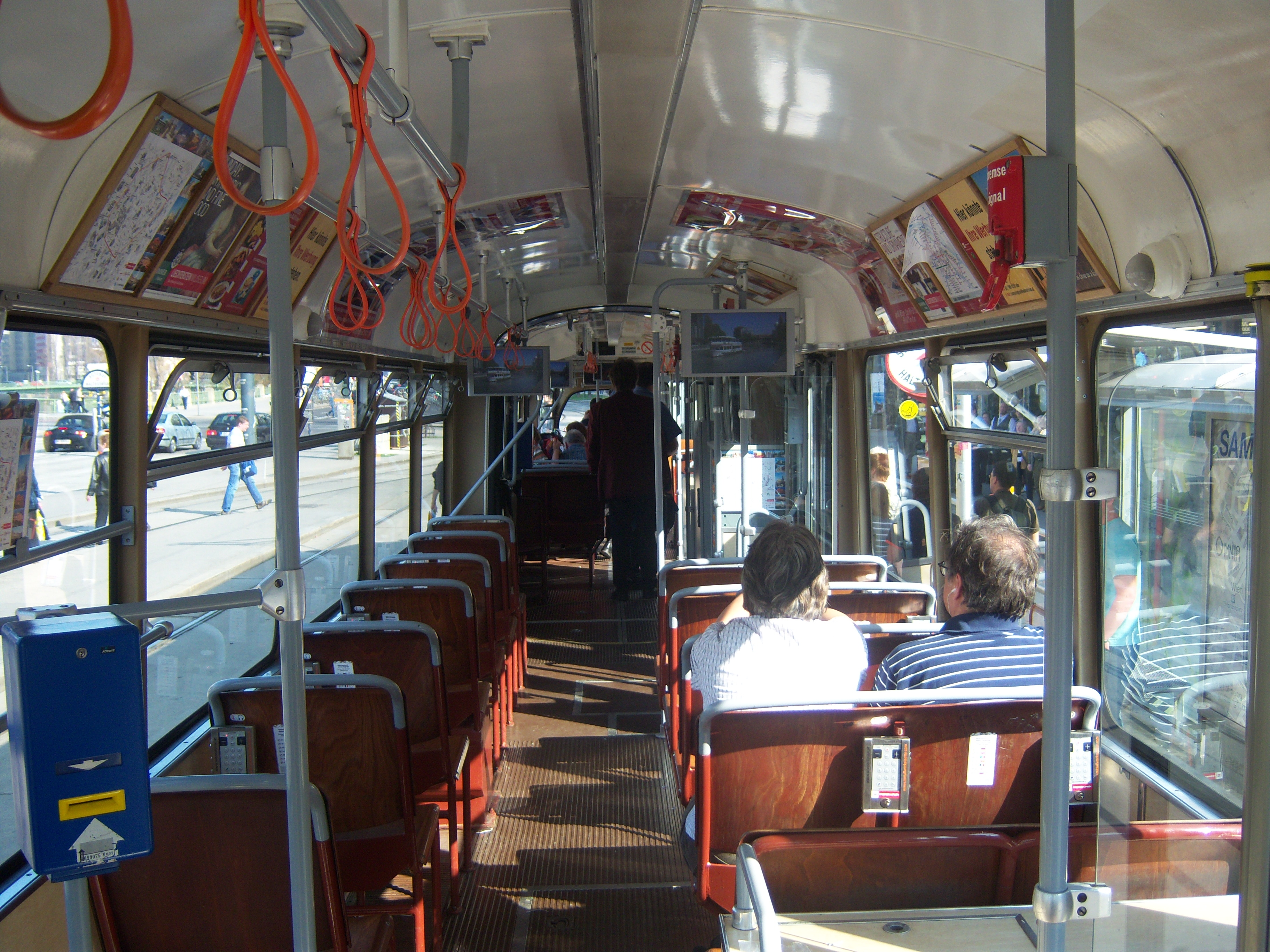
車内（「ウィーン・リング・トラム]）
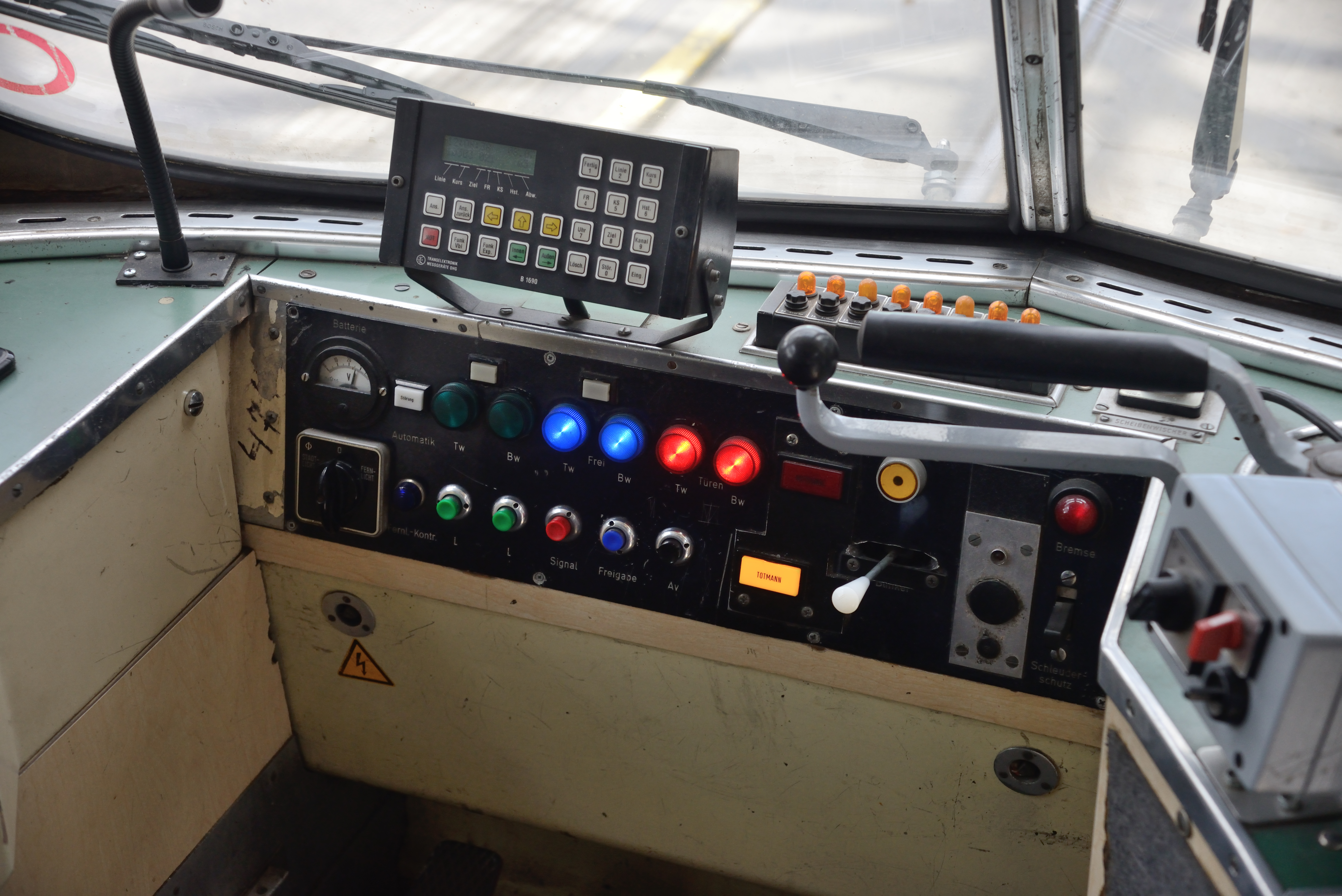
運転台

全338両のうち、ローナー・ロータックス（Lohner/Rotax）は1967年 - 1976年に100両（4461 - 4560）、シメリンク・グラーツ・パウカー（SGP）は1966年 - 1976年に238両（4631 - 4868）を製造した。これらのうち、1971年以降に製造された車両については信用乗車方式に対応した車内レイアウトになっており、それ以前の車両についても後年に同様の改造を受けた。
1967年1月の営業運転開始以降、E1形は長期に渡ってウィーン市電の主力車両として使用され、同時期に生産されていた付随車のc3形やc4形を後方に連結する運用も多く組まれた。2000年代からは超低床電車のULF（A形・B形）の増備に伴い廃車が行われ、多くの車両は後述の通り他都市への譲渡が行われた。一方でウィーン市電に残存した車両については2008年から2009年にかけて乗降扉の可動装置の圧縮空気式から電動式への交換やバックミラーの設置など安全性を高める改造を受けた他、2009年には2両（4866、4867）が観光系統「ウィーン・リング・トラム（Vienna Ring Tram、VRT）」で使用される事となり、塗装変更や内装の改造工事が実施された。しかし、これらについてもフレキシティ・ウィーン（D形）の導入により置き換えが進み、2023年1月をもって「ウィーン・リング・トラム」を除き営業運転から撤退した。

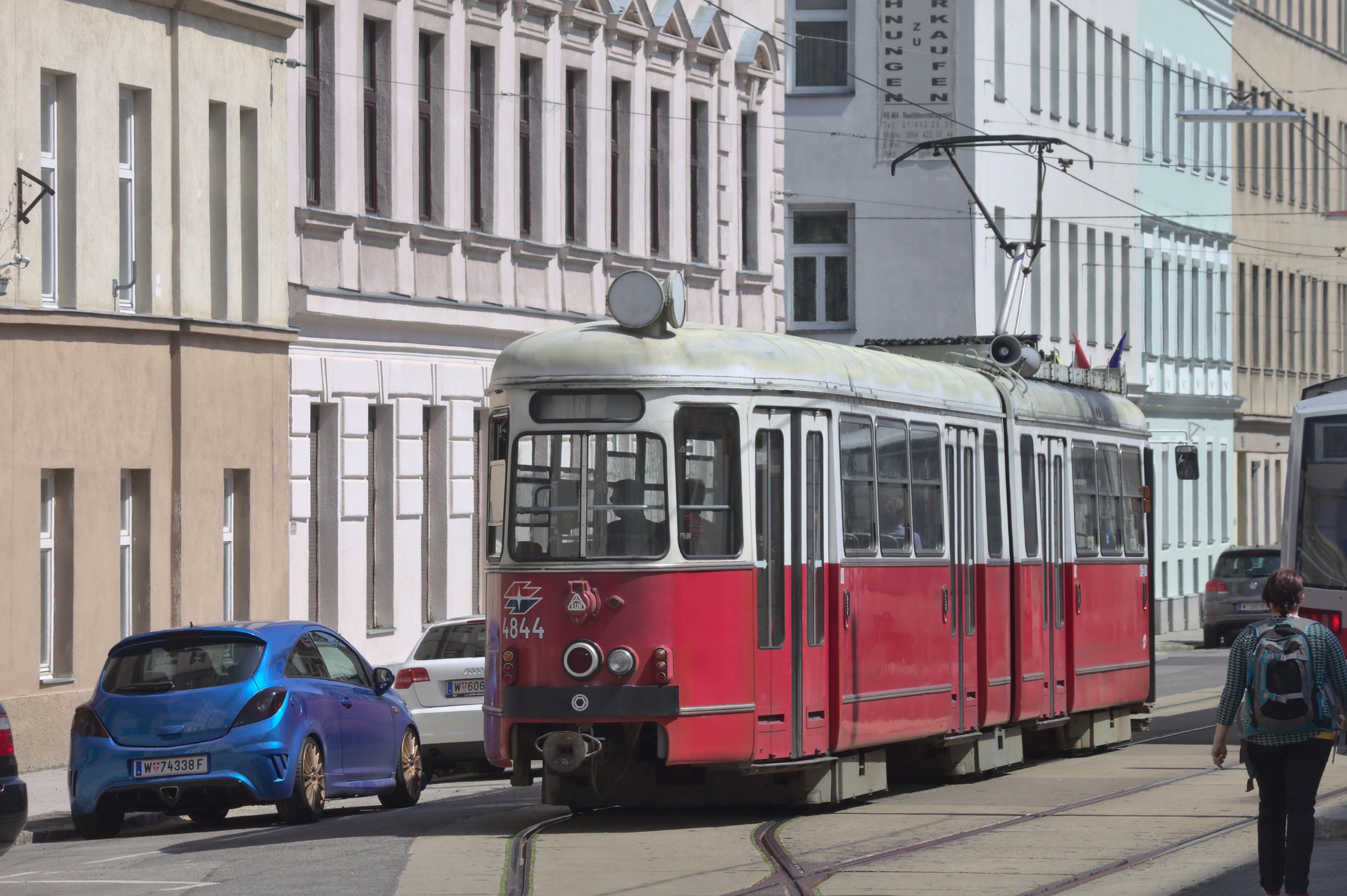
後方（2017年撮影）
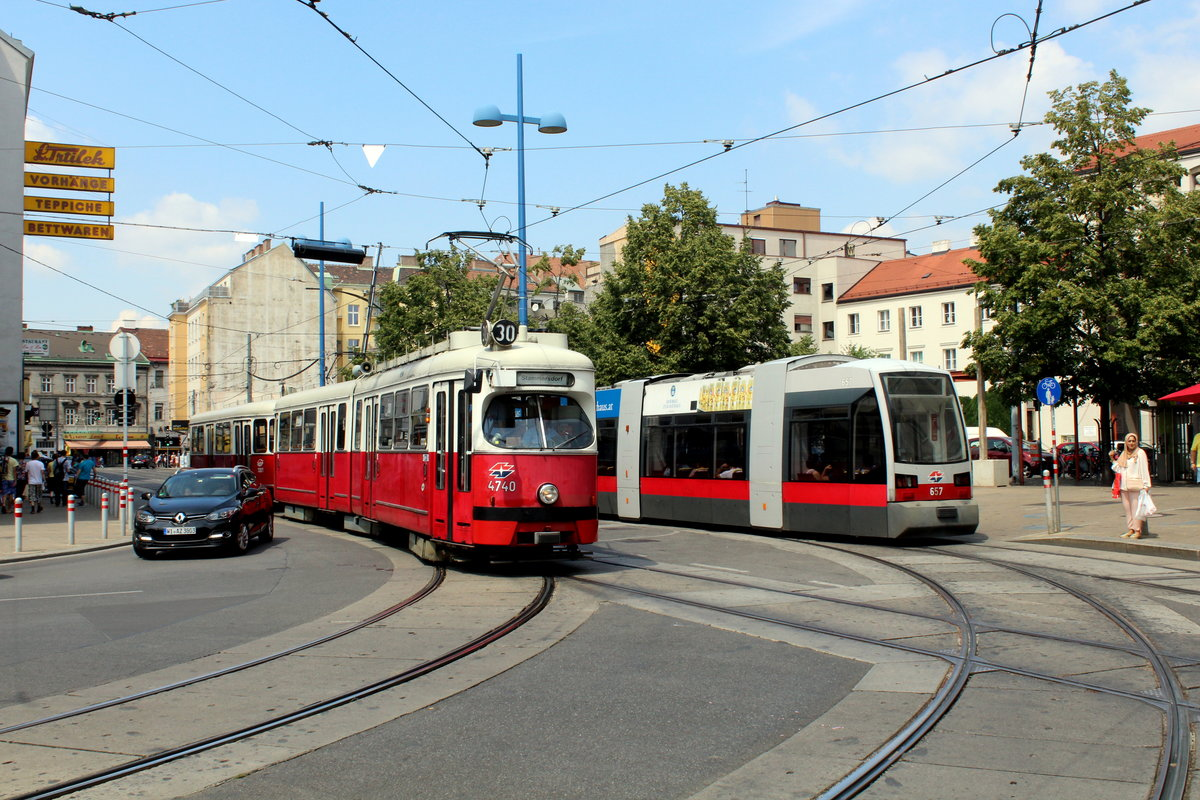
超低床電車のB形（右）と並ぶE1形（左）（2016年撮影）
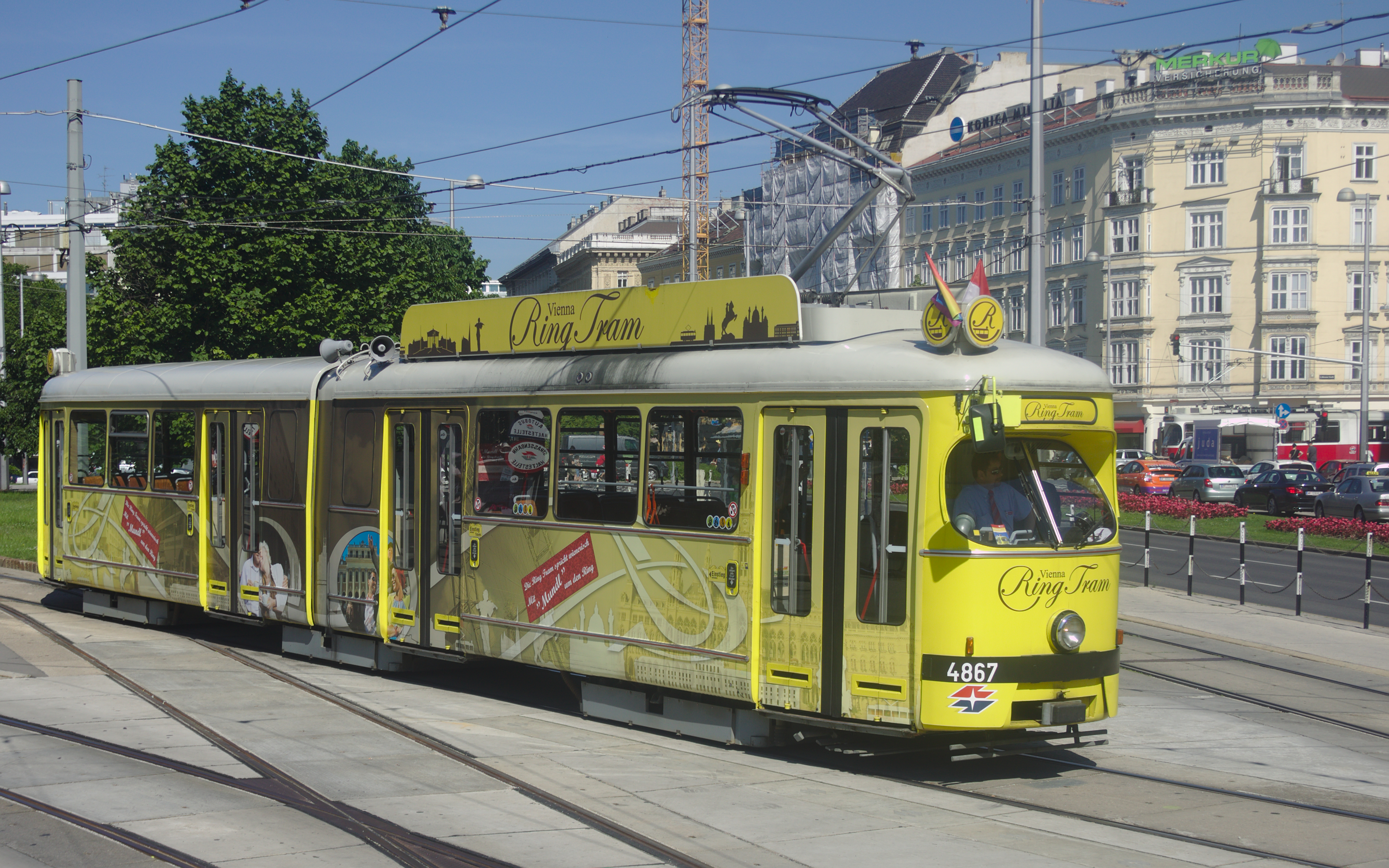
観光系統「ウィーン・リング・トラム」用に改造された車両（2013年撮影）

## ギャラリー

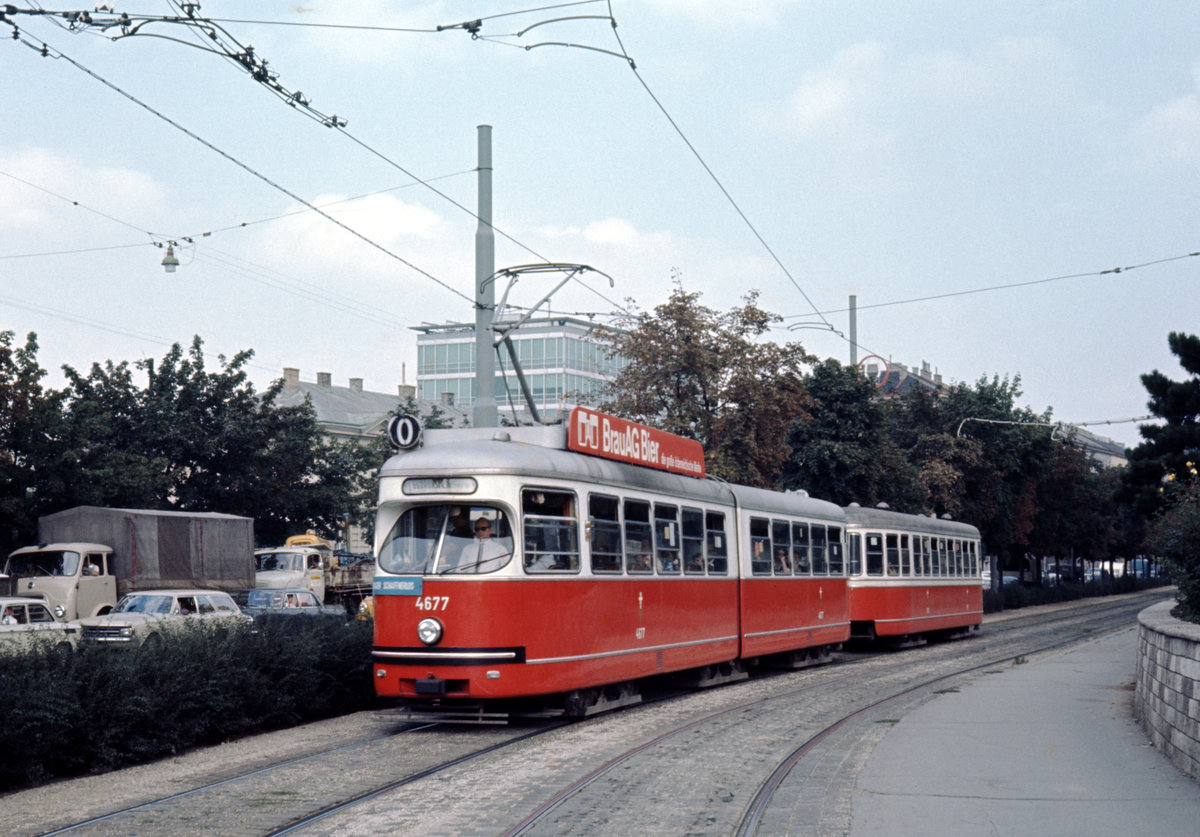
1969年撮影
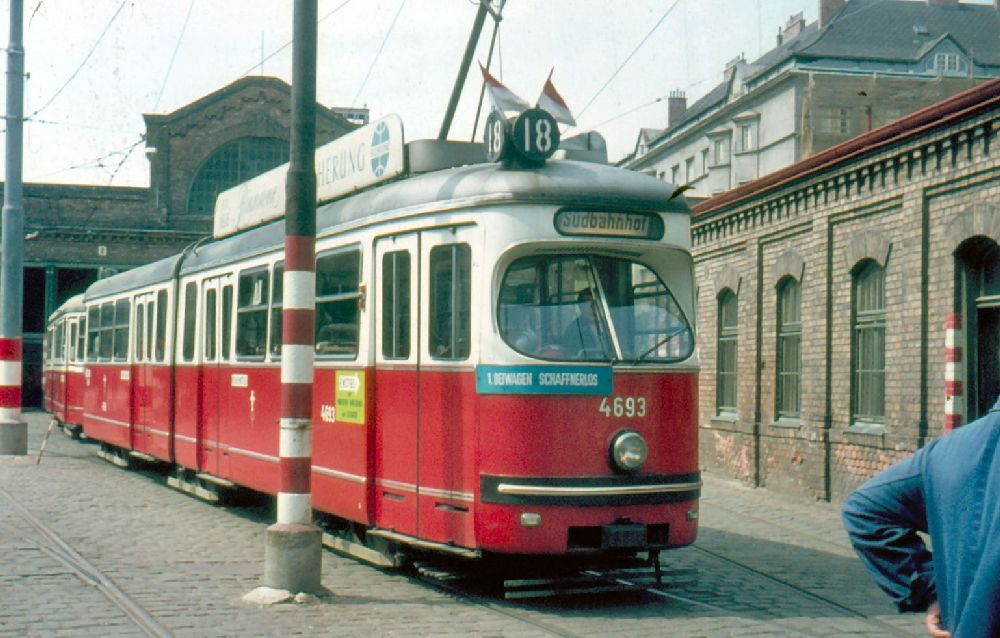
1972年撮影
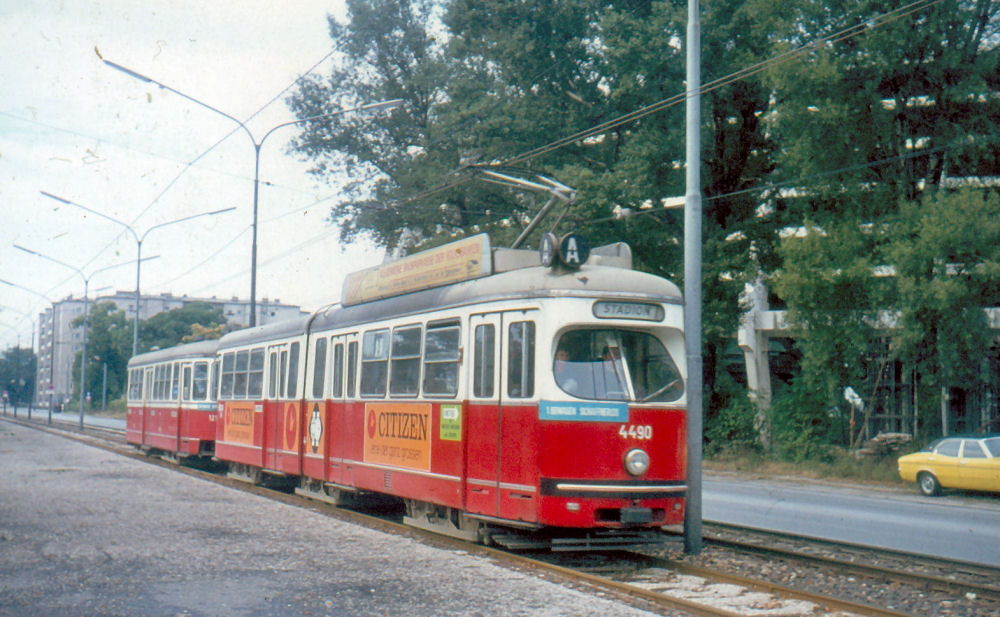
1978年撮影
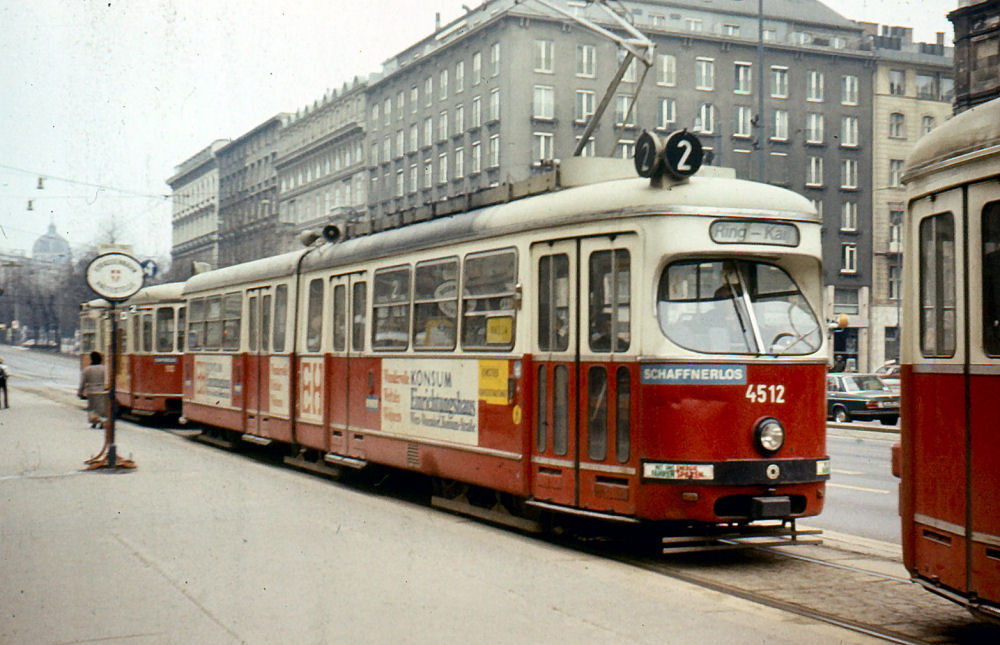
1981年撮影
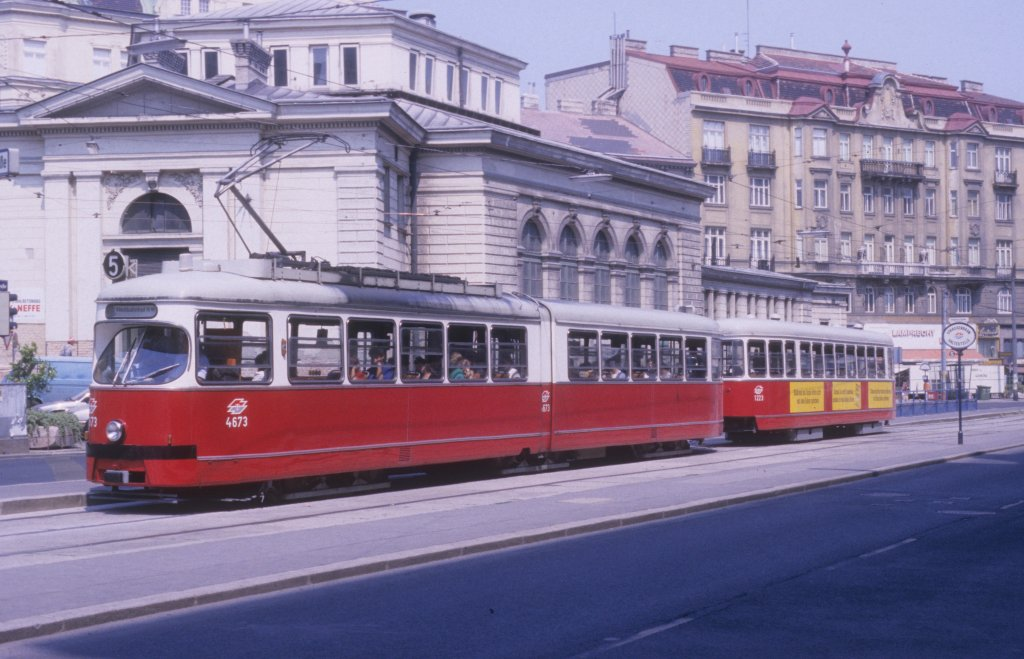
1994年撮影
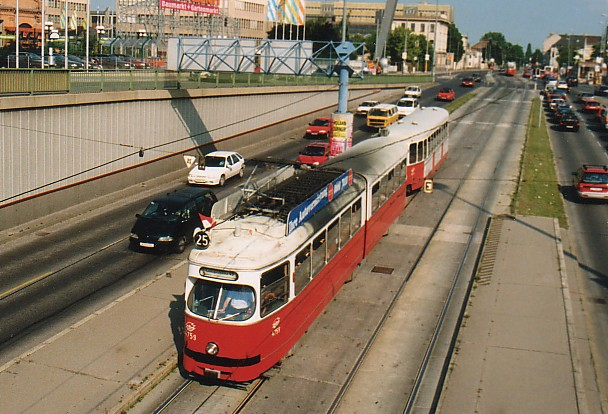
1999年撮影
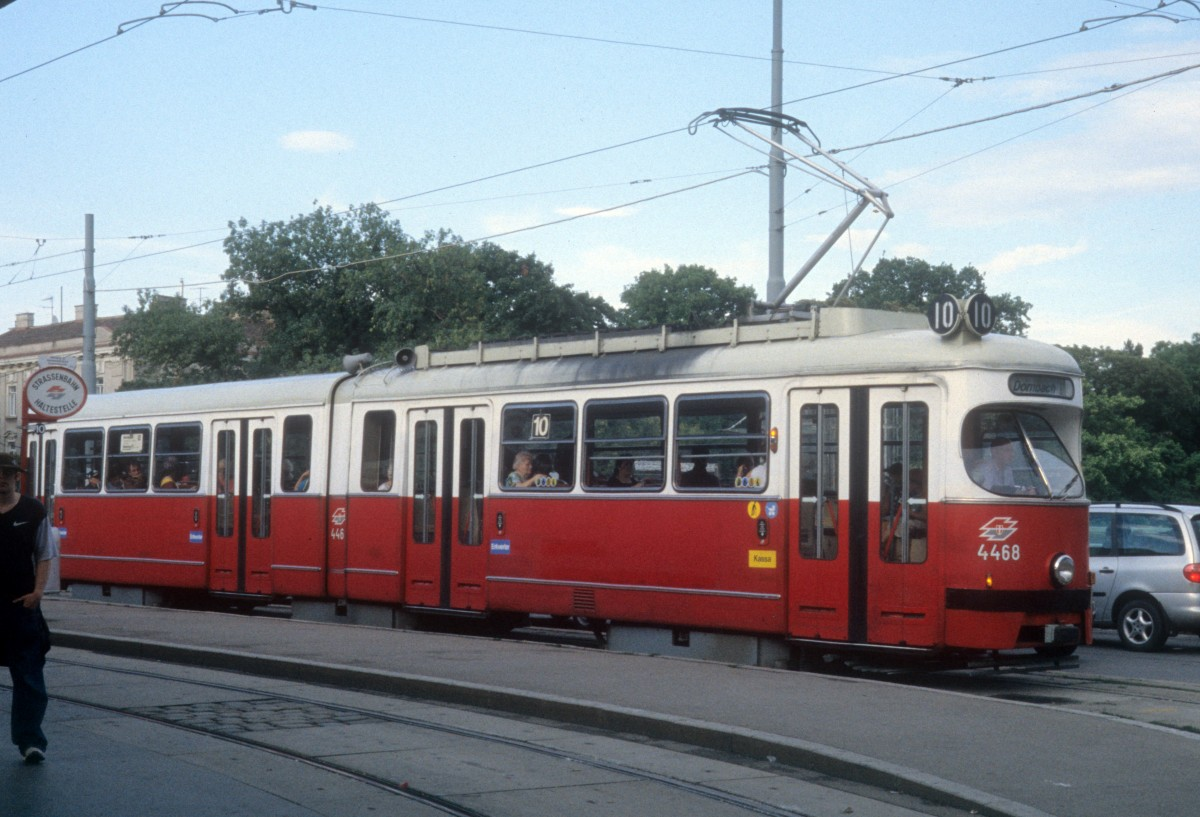
2005年撮影
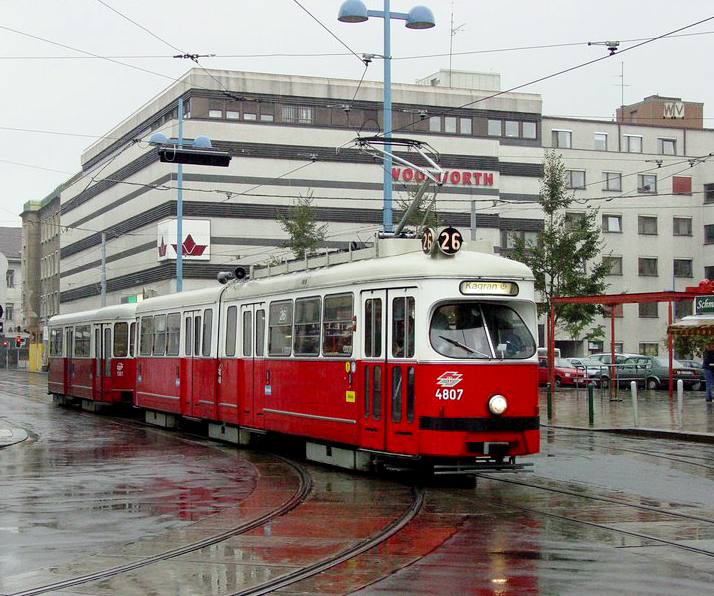
2006年撮影
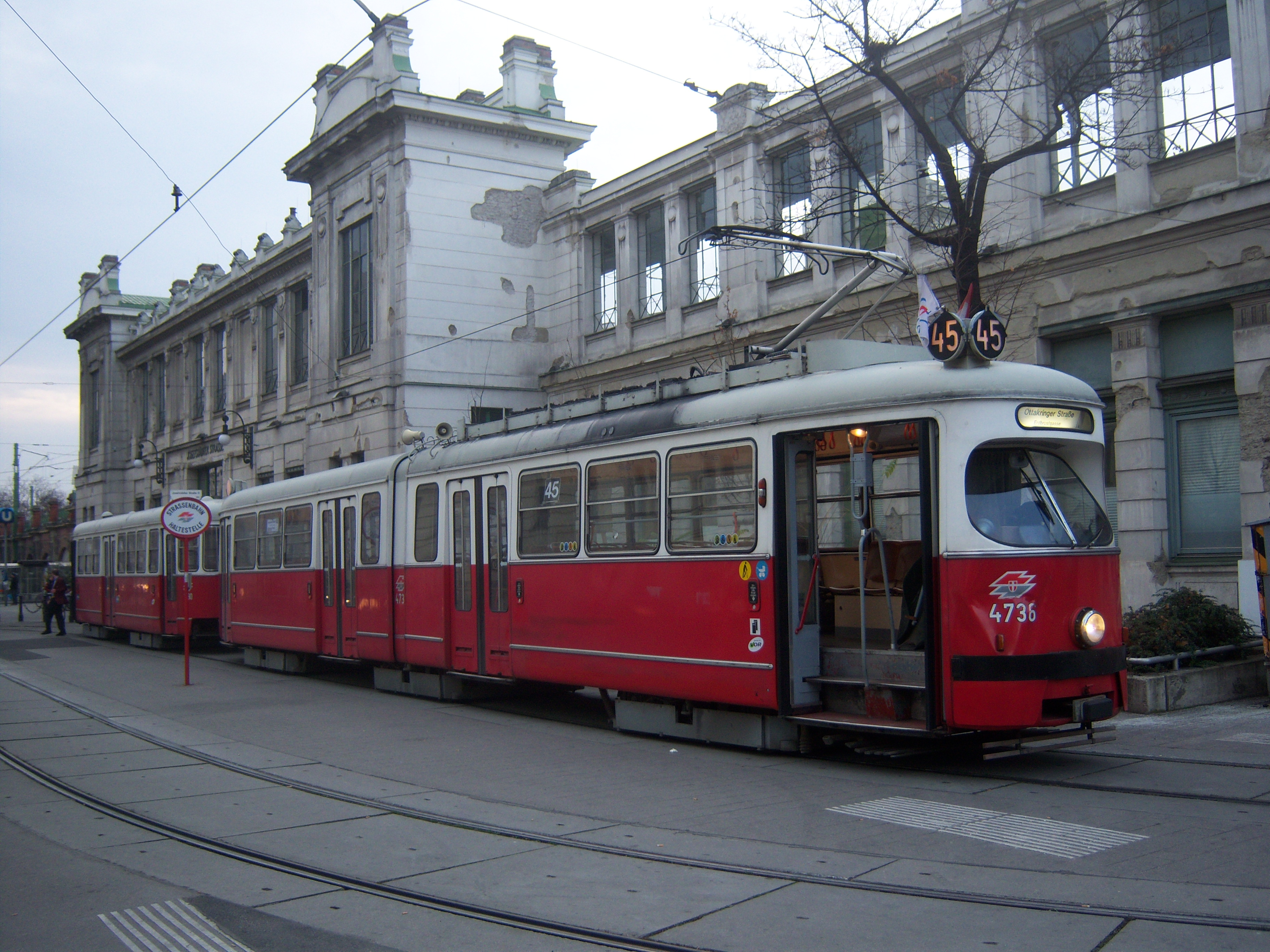
2009年撮影
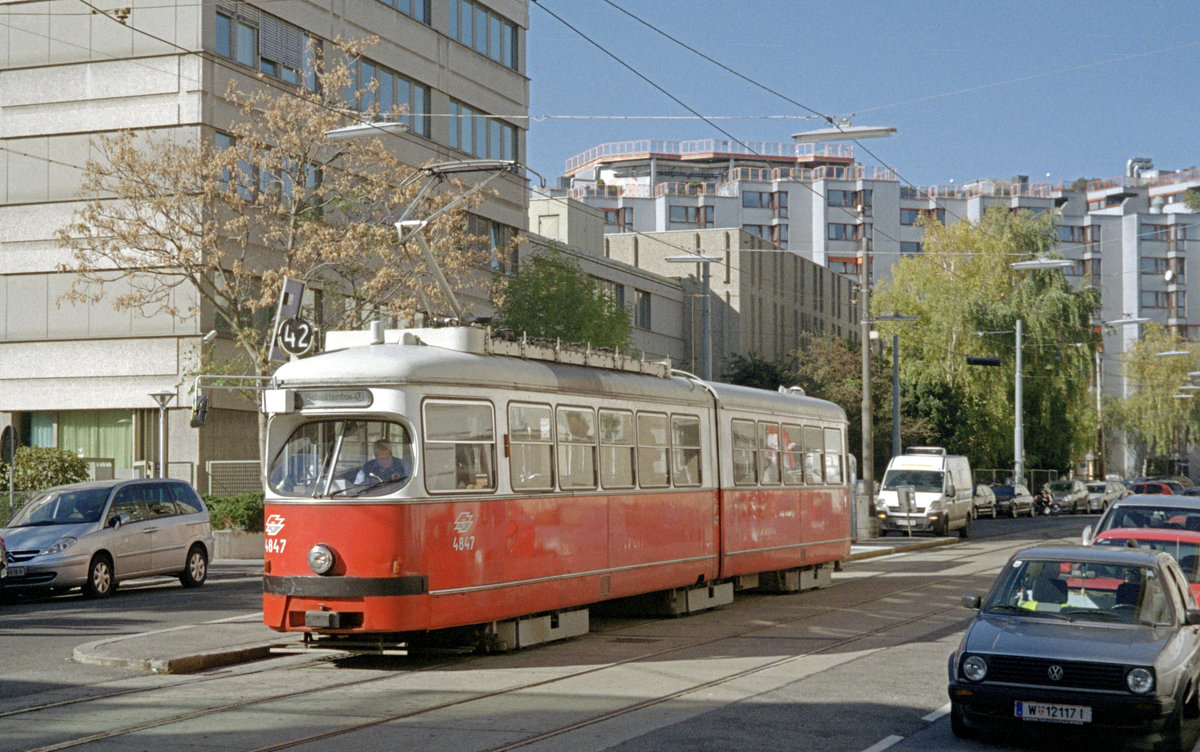
2010年撮影
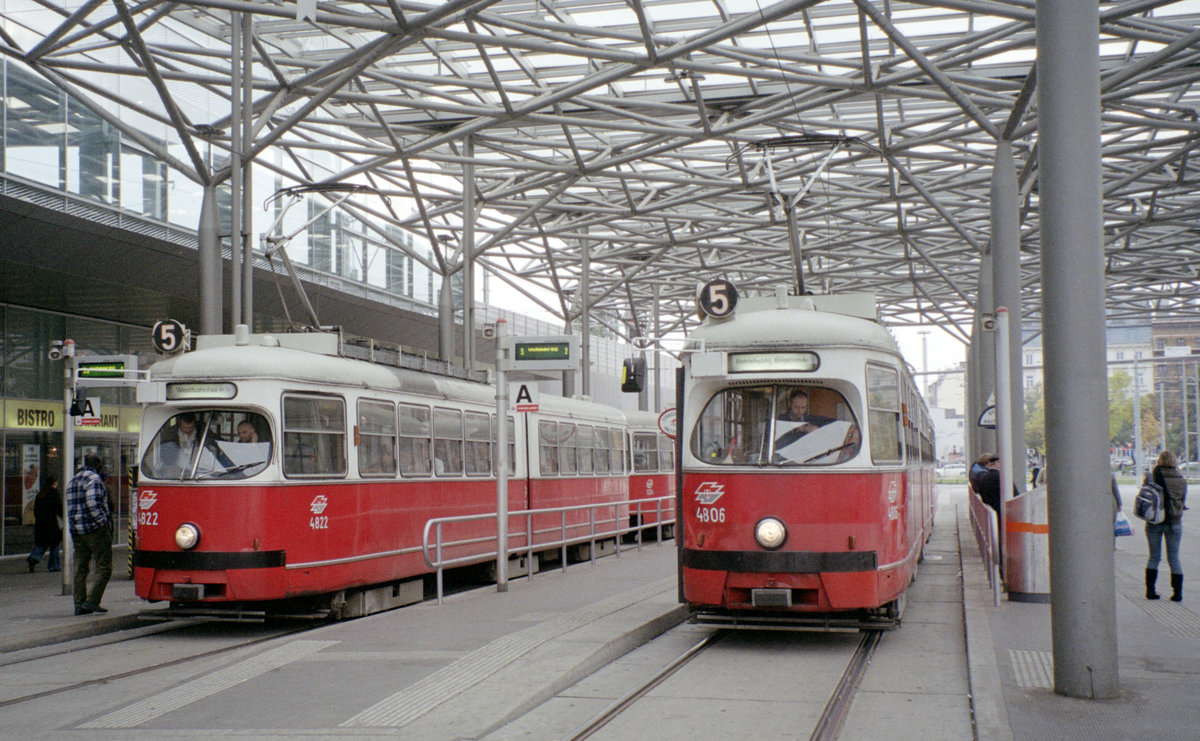
2010年撮影
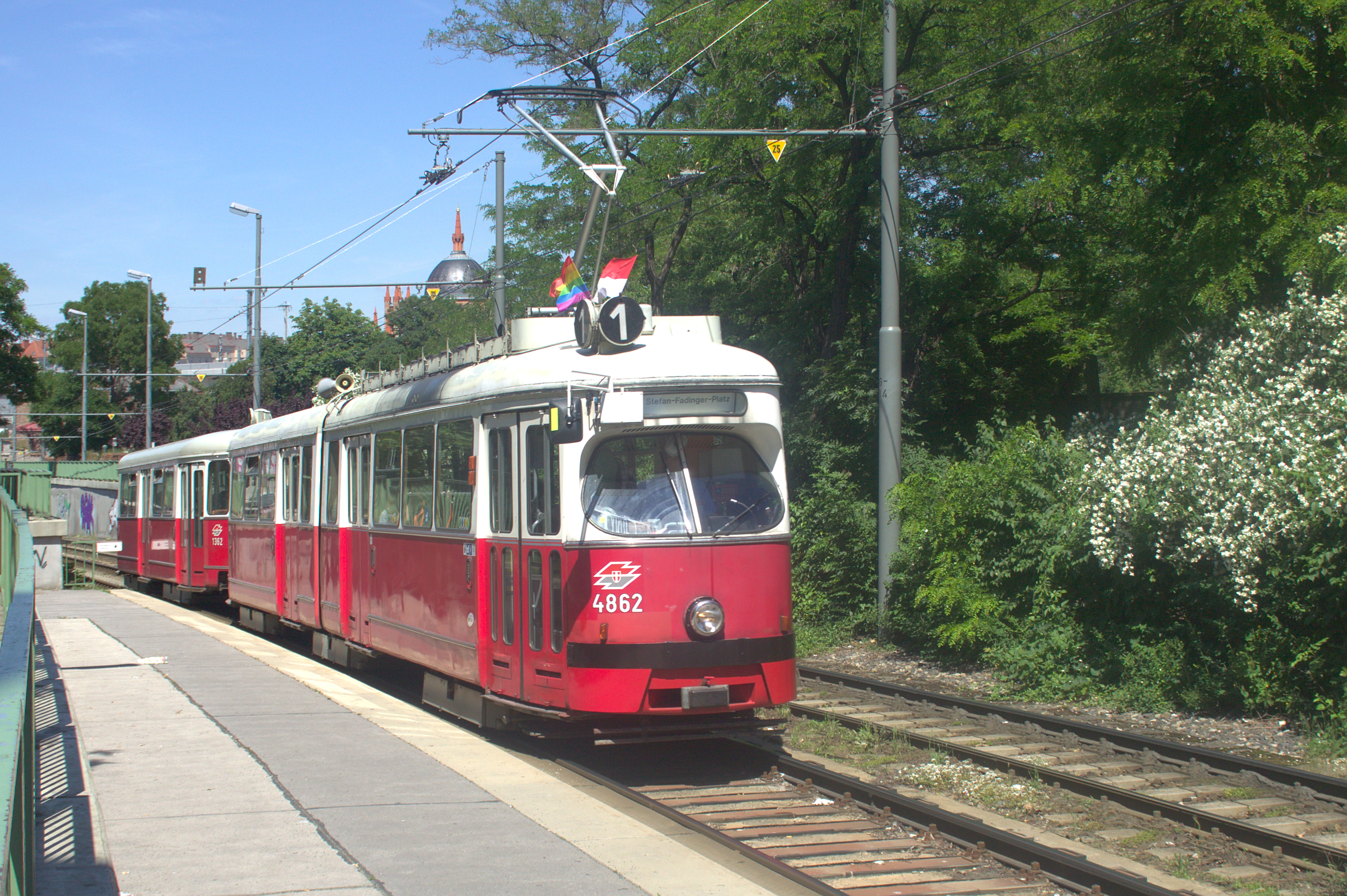
2013年撮影
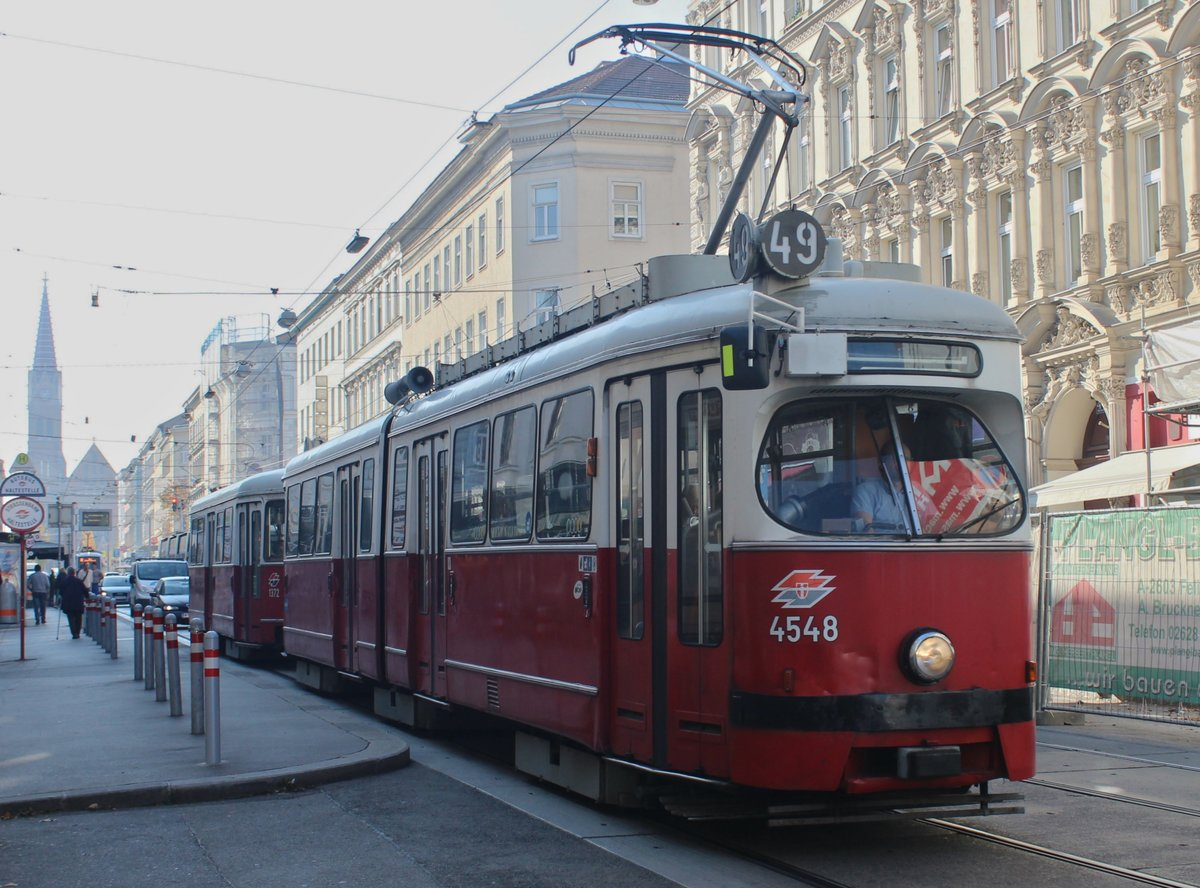
2017年撮影
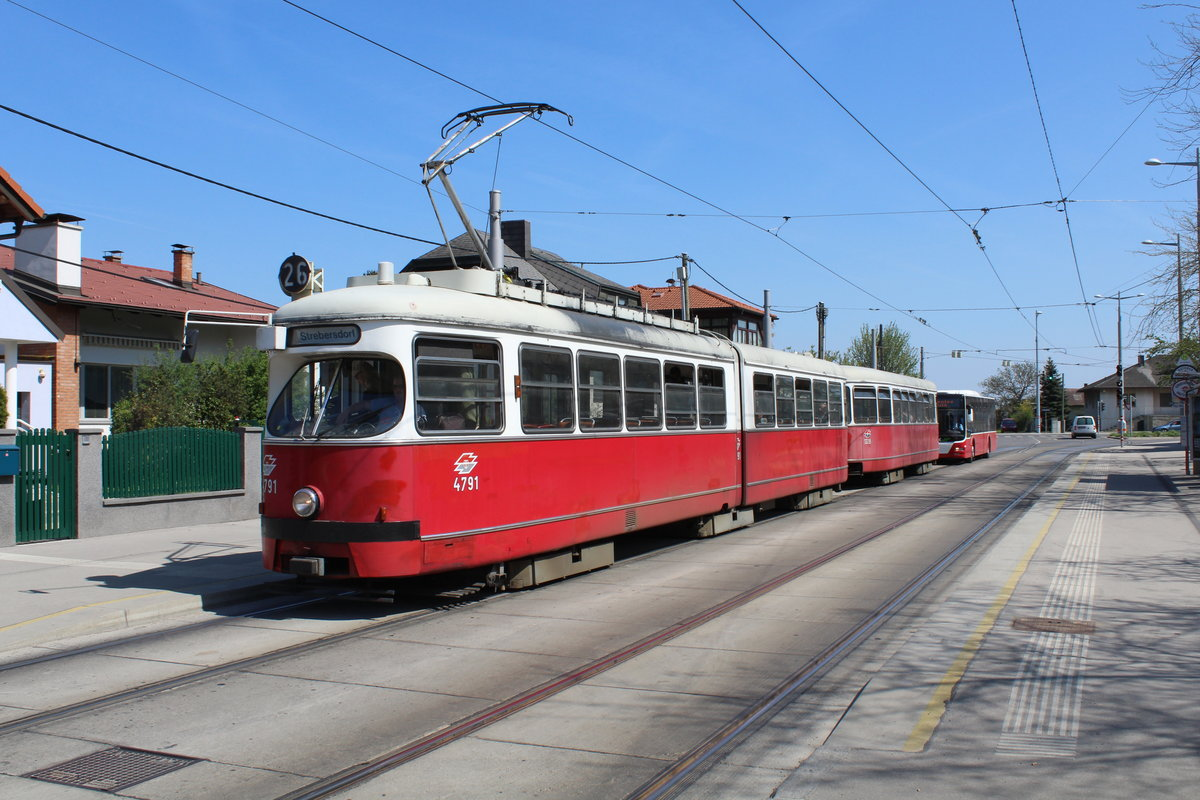
2018年撮影
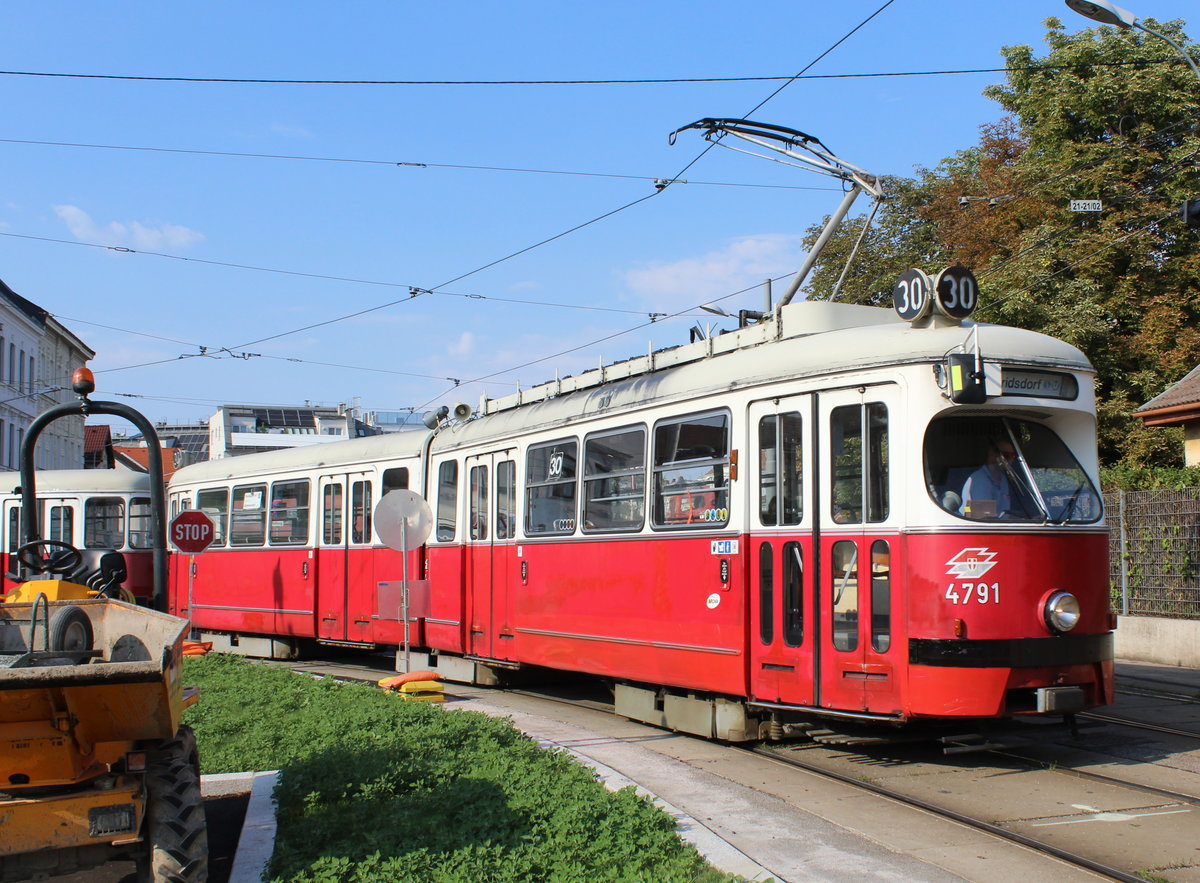
2018年撮影
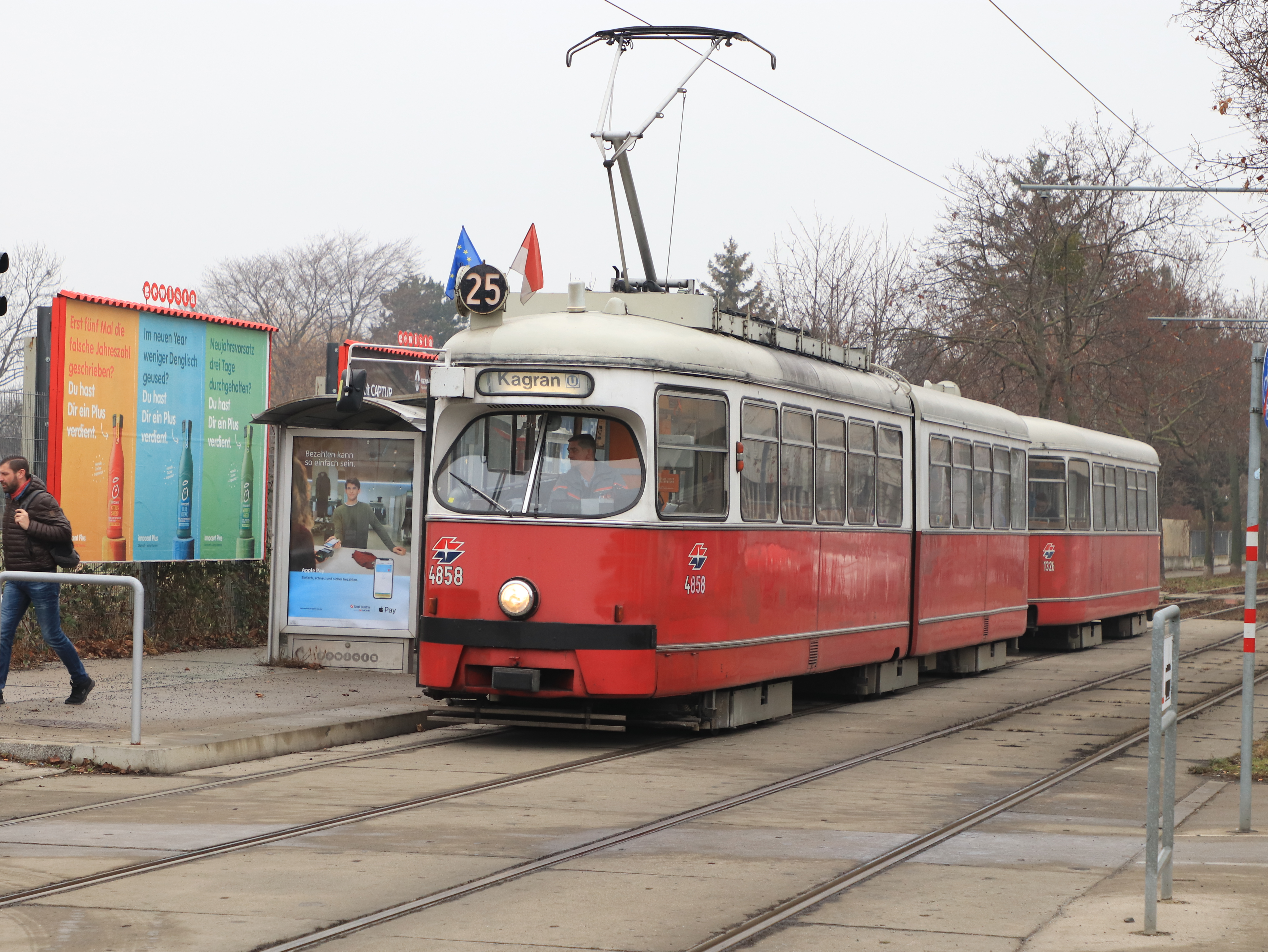
2020年撮影

## 譲渡
廃車となったE1形には解体、もしくは各地で保存された車両が存在する一方、2001年以降は以下のようにオーストリア国内外の路面電車路線への譲渡も実施されている。
- オランダ：ロッテルダム（ロッテルダム市電（オランダ語版））- 一部車両はルーマニア：クラヨーヴァ（クラヨーヴァ市電）へ再譲渡。
- ハンガリー：ミシュコルツ（ミシュコルツ市電）
- ポーランド：クラクフ（クラクフ市電（ポーランド語版））[2]
- ポーランド：カトヴィツェ（シレジア・インターアーバン）
- オーストリア：グラーツ（グラーツ市電）
- ルーマニア：ブライラ（ブライラ市電）

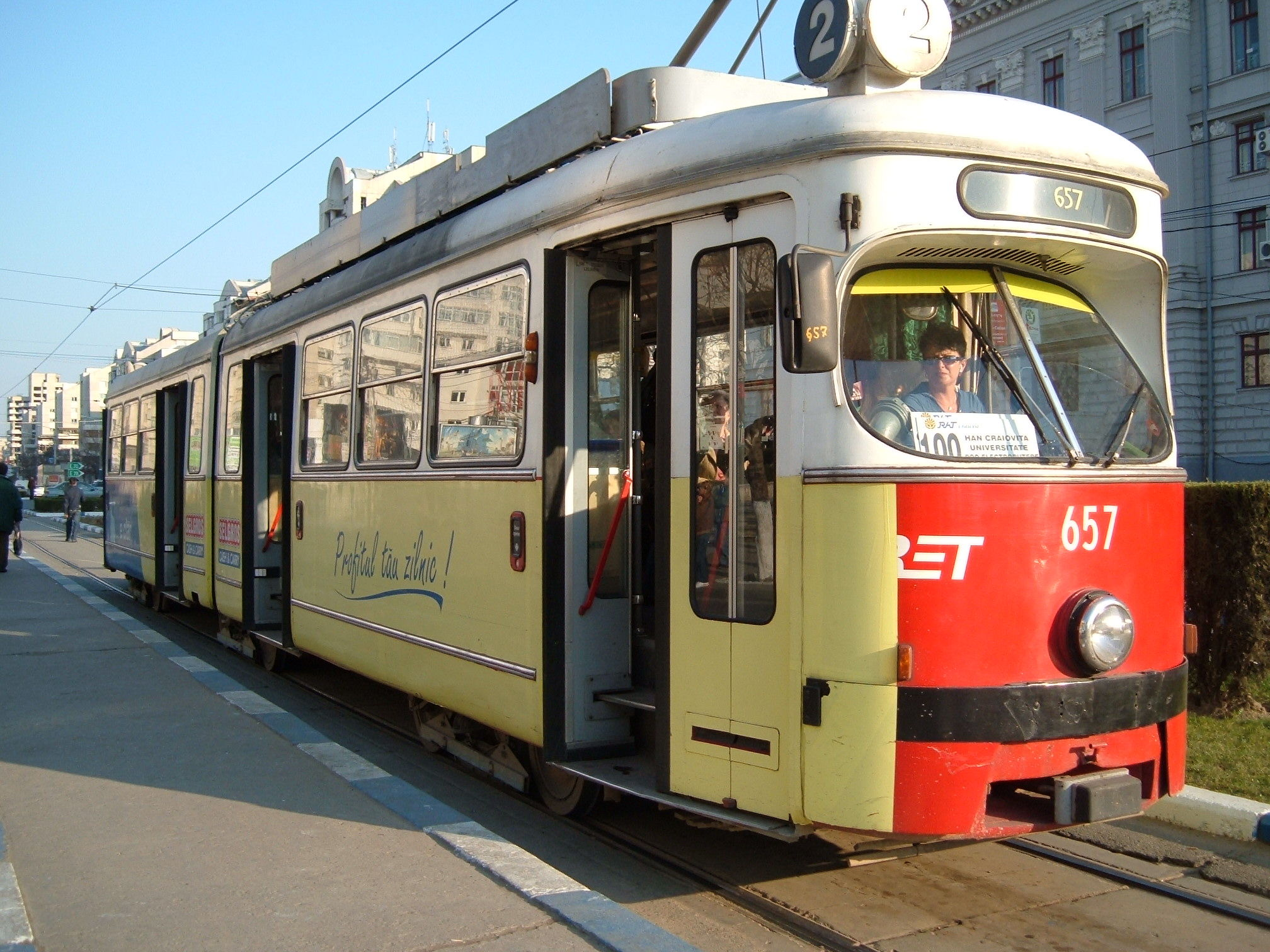
クラヨーヴァ市電（クラヨーヴァ） （2007年撮影）
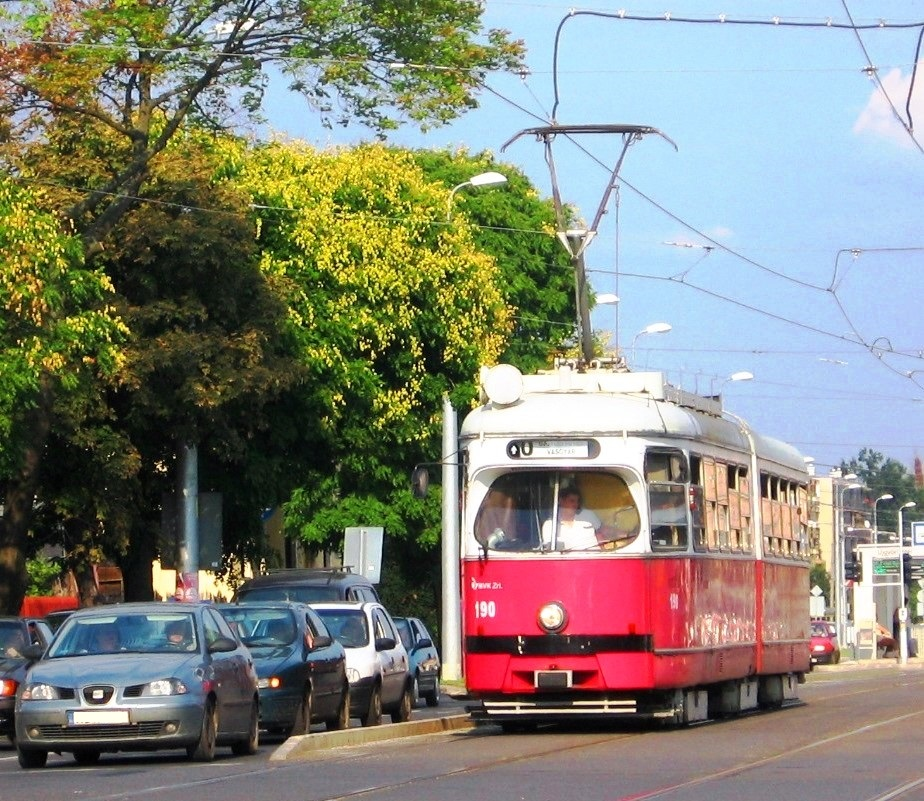
ミシュコルツ市電（ミシュコルツ） （2014年撮影）
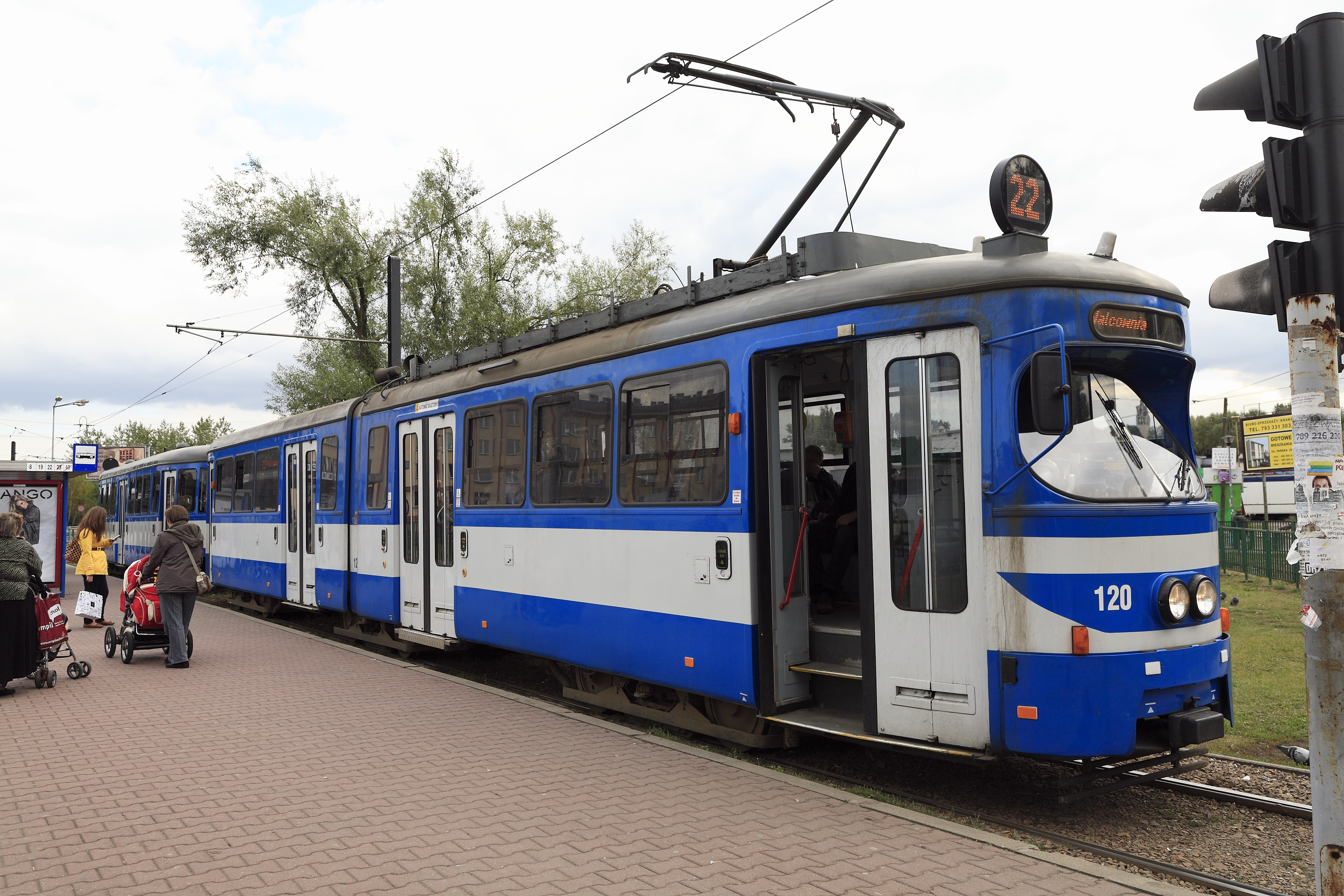
クラクフ市電（クラクフ） （2012年撮影）
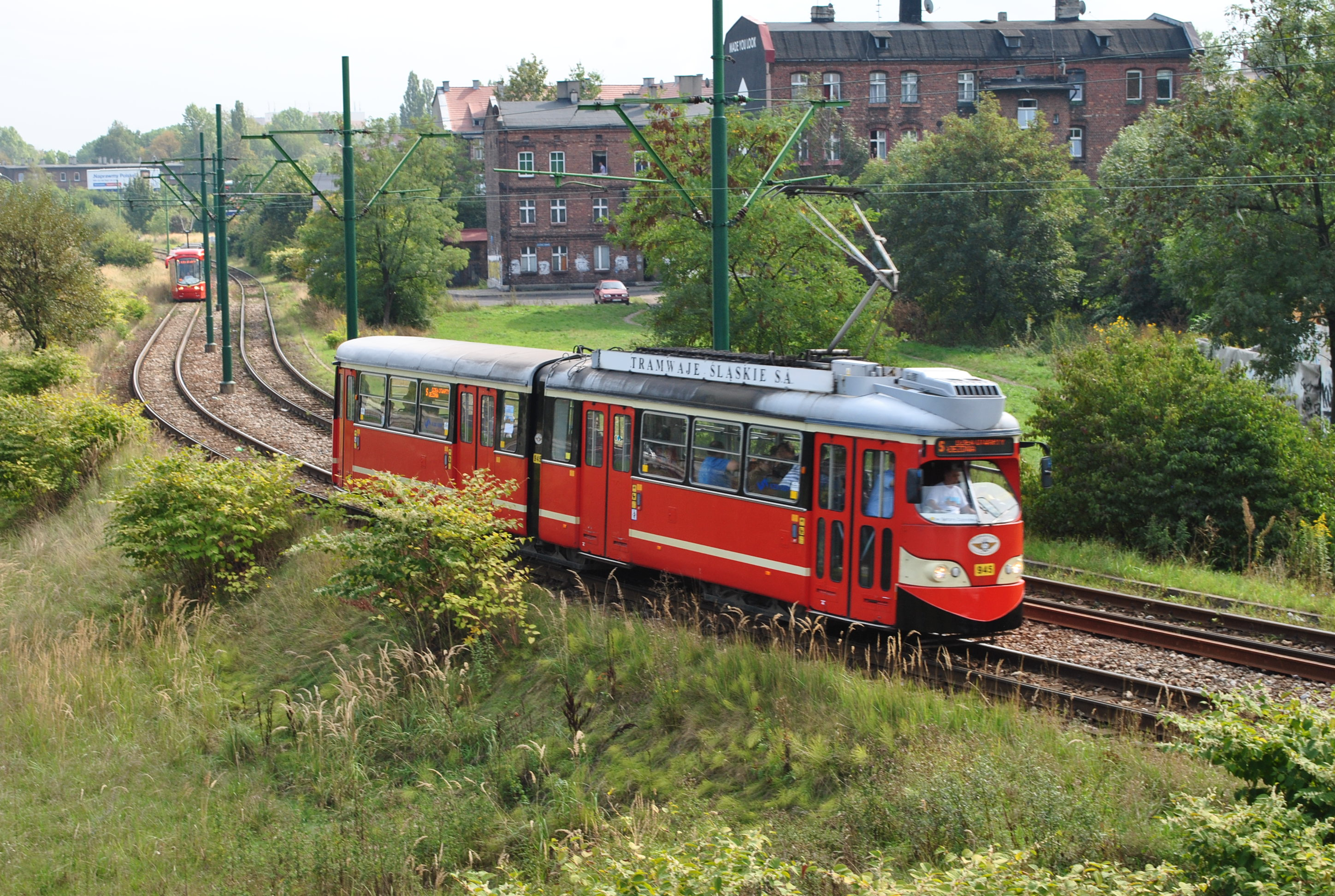
シレジア・インターアーバン（カトヴィツェ） （2015年撮影）
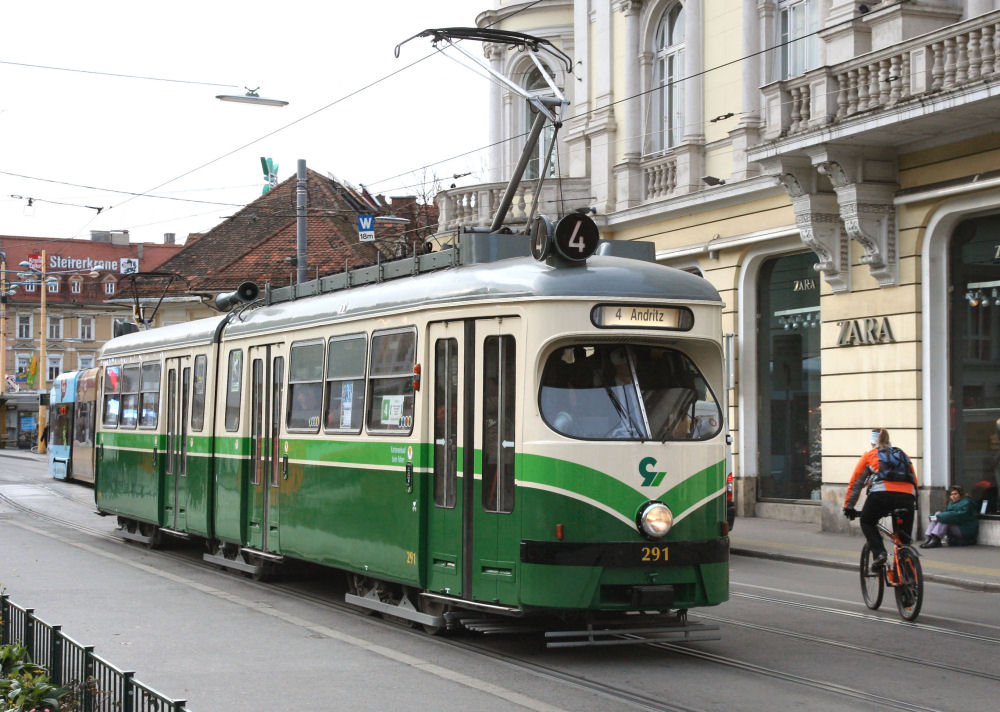
グラーツ市電（グラーツ） （2007年撮影）
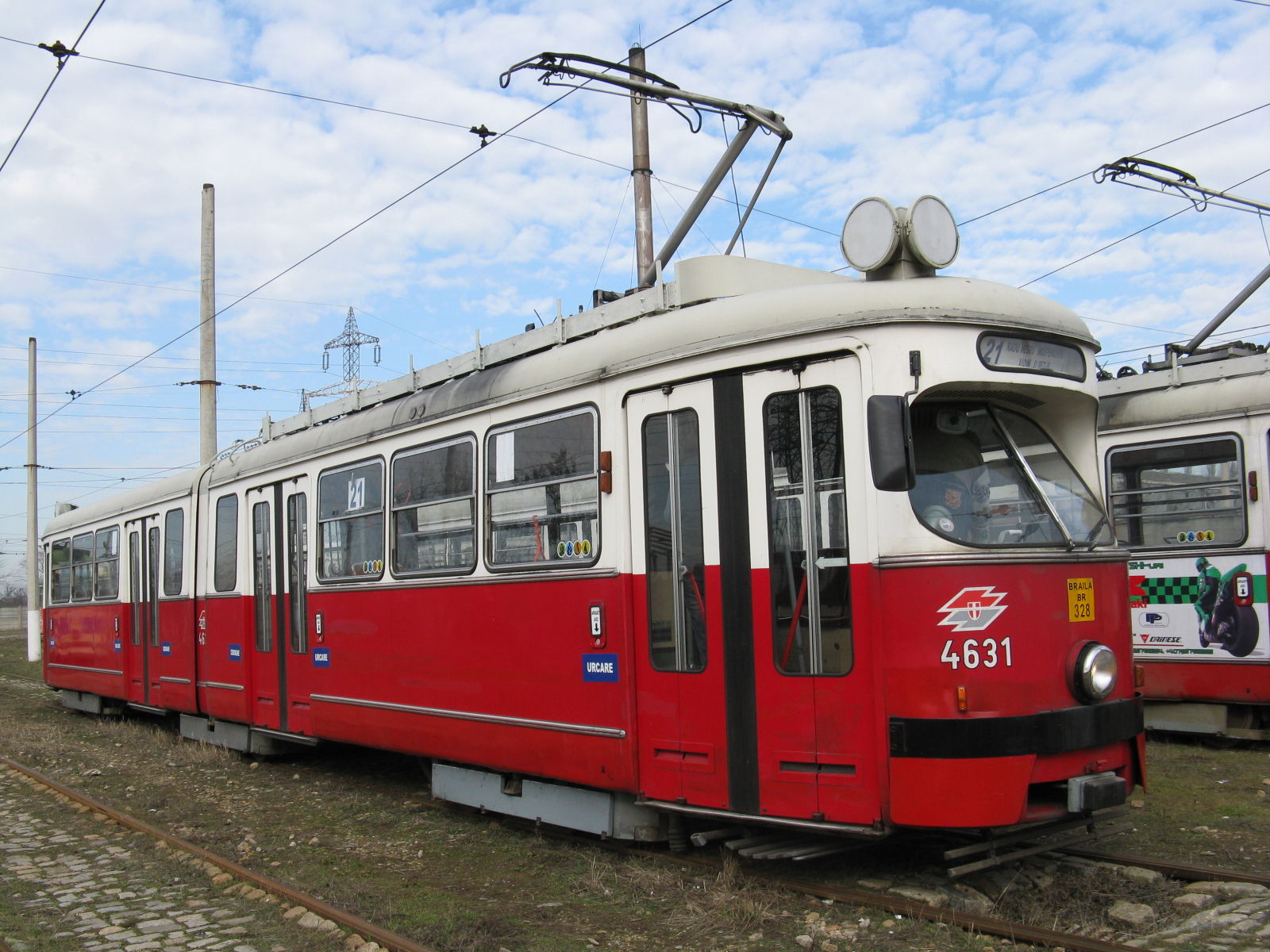
ブライラ市電（ブライラ） （2009年撮影）

## 参考資料
- Georg Rigele (2000-2). “Womit die Wienerinnen und Wiener fahren”. ÖZG (11):  93-124 2023年2月20日閲覧。.